# Burg Clüversborstel
Die Burg Clüversborstel ist eine abgegangene Niederungsburg des Spätmittelalters, deren Reste sich am Fluss Wieste beim Reeßumer Ortsteil Clüversborstel im Landkreis Rotenburg (Wümme) in Niedersachsen befinden. Die Burg wurde um 1478 von einem Angehörigen des Ministerialengeschlechts der Familie Clüver erbaut, 1645 während des Dreißigjährigen Kriegs zerstört und nicht wieder aufgebaut.

## Lage und Aufbau

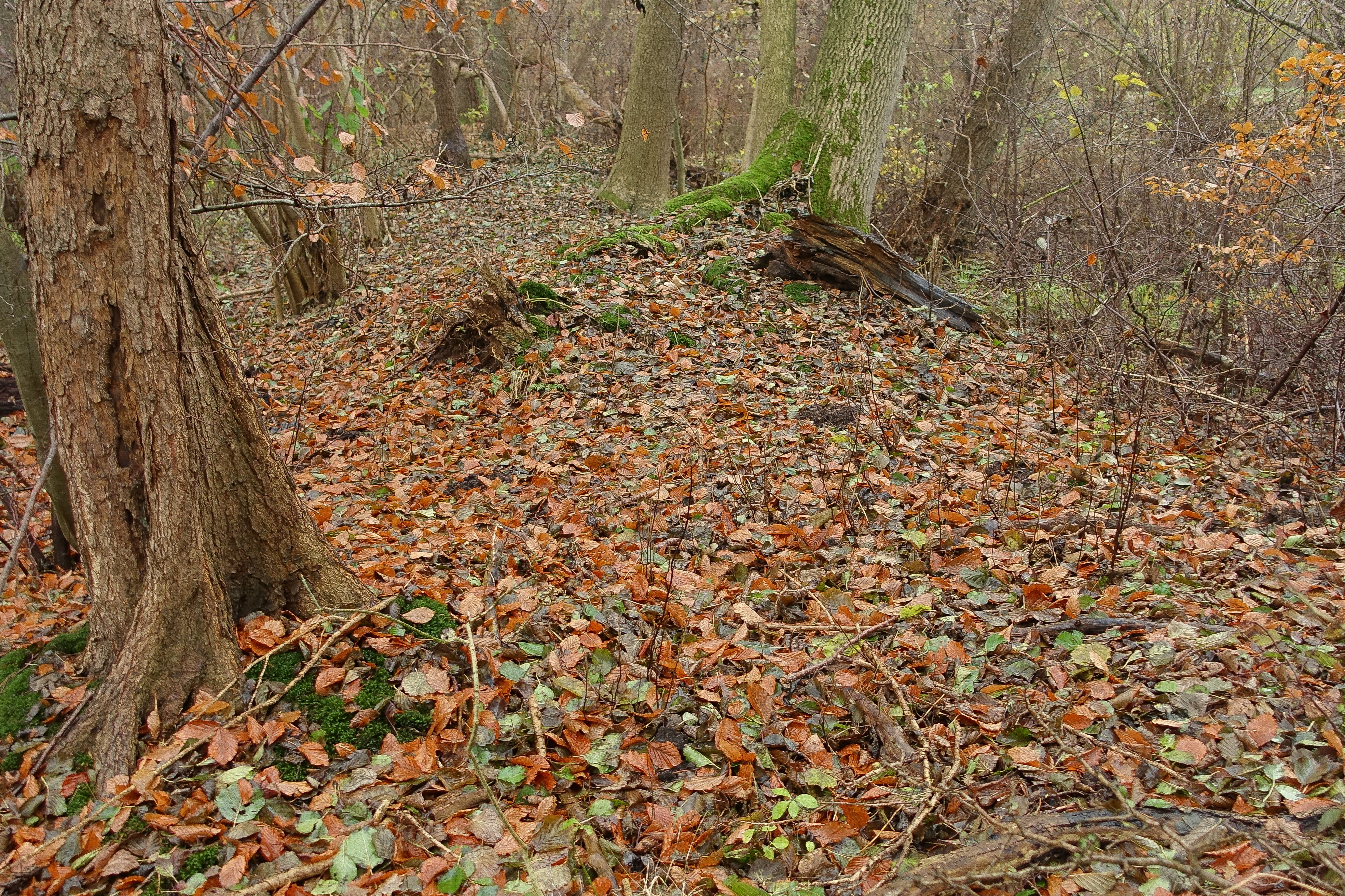
Der Wall im Süden der Hauptburg

Die Reste der Burg Clüversborstel liegen auf einer leicht erhöhten Geländekuppe unmittelbar am Flusslauf der Wieste, etwa 1,5 km von Reeßum entfernt. Zur Entstehungszeit handelte es sich um ein sumpfiges und schwer zugängliches Niederungsgebiet, wobei der Fluss die Grenze zwischen dem Erzbistum Bremen und dem Bistum Verden darstellte. Heute liegt die Burgstelle am Rande von Clüversborstel, das sich im Laufe der Zeit durch die Ansiedlung von Höfen im Umfeld der Burg entwickelte. Im Gelände ist die Gliederung der Burg Clüversborstel in Vorburg und die Hauptburg noch erkennbar, ebenso wie der umlaufende Wall und die Burggräben mit zwei Brücken. Damit zählt sie zu den am besten erhaltenen Burgställen im Landkreis Rotenburg.
Die Burg bestand in Teilen aus Backstein. Im 15. Jahrhundert wies sie eine Dacheindeckung aus Mönch-und-Nonne-Dachziegel auf. Im 16. und 17. Jahrhundert traten teilweise S-Pfannen an ihre Stelle. Die Fenster der Burganlage waren in Teilen verglast.

## Geschichte
Es wird vermutet, dass die Burg sich Ende des 15. Jahrhunderts aus einem Adelshof des Ministerialengeschlechts Clüver entwickelt hat, das auch namensgebend war. Der Burgname Clüversborstel bedeutet wahrscheinlich „Clüvers Burgstelle“. 1489 entwickelte sich ein Konflikt zwischen der Familie Clüver und dem Verdener Bischof, in dessen Verlauf die Clüver aus Rache das Verdener Gebiet plünderten. Daraufhin belagerte der Bischof die Burg Clüversborstel mit Artillerie ohne sie einnehmen zu können. Laut einer Überlieferung aus dem Jahre 1640 wurden die Kanonenkugeln demonstrativ in der Wand eines Burggebäudes eingemauert.
Während des Dreißigjährigen Kriegs brannten Truppen des Feldherren Johann T’Serclaes von Tilly 1627 die Vorburg ab und beschädigten die Hauptburg. 1645 kam es zur vollständigen Zerstörung der Burg durch Einheiten des in schwedischen Diensten stehenden Heerführers Hans Christoph von Königsmarck. Da der Familie Clüver die finanziellen Mittel fehlten, wurde die Burg nicht wieder aufgebaut. Ein Familienteil der Clüvers errichtete 1661 in der Nachbarschaft ein Herrenhaus. Die Burgruine wurde von der Vegetation überwuchert. In späterer Zeit diente das Burggelände als Garten, dessen aufgeschütteter Humus die Bodenreste der Burg vor weiterer Zerstörung schützte.

## Ausgrabungen
2007 unternahm die Kreisarchäologie Rotenburg (Wümme) auf dem Burggelände eine erste mehrwöchige Ausgrabung. Bis zum Jahre 2010 gab es insgesamt fünf Grabungskampagnen. Dabei wurde im Bereich der Hauptburg ein 45 Meter langer Grabungsschnitt angelegt. Es wurden zwei Brunnen entdeckt. Zu den geborgenen Funden zählten Steine, Armbrustbolzen, Bleikugeln, Holzpflöcke, Keramikscherben von Gefäßen, Scherben von Kaminkacheln, ein Fingerhut und ein Kamm. Die Funde ließen darauf schließen, dass einige Räumlichkeiten über einen Kachelofen verfügten. Das archäologische Fundmaterial von Siegburger Steinzeug und Fayencen lässt eine repräsentative Haushaltsführung annehmen. Die im Erdreich als Abfall hinterlassenen Tierknochen weisen einen hohen Anteil an Wild auf, was für eine adelige Lebensführung spricht. Die Art und der Zustand der Fundstücke, zum Teil im verbrannten Zustand, deuten darauf, dass sie von der Zerstörung der Burg im Jahre 1645 stammen. Bei einer planmäßigen Aufgabe der Burg wären die Gegenstände von den Bewohnern größtenteils mitgenommen worden.